# Poshtabs borg

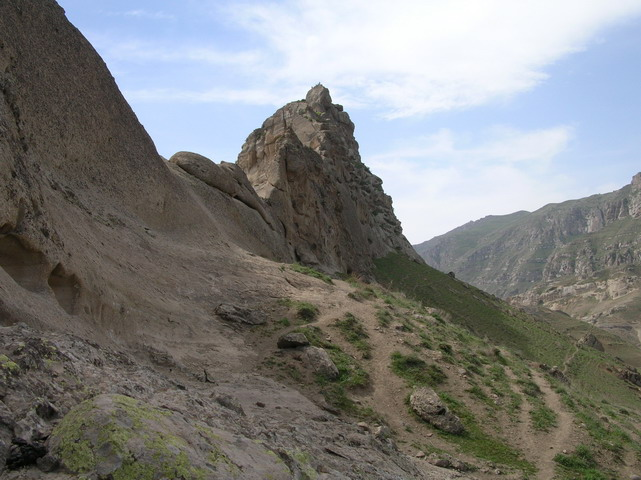
Poshtabs borg

Poshtabs borg är ett av kommunen Ahars mest värdefulla historiska byggnadsverk. Borgen har väldigt höga väggar och är omringad av djupa branter. Det går endast att nå den via en passage som består av 220 trappsteg gjorda av sten. Det som har upptäckts i den visar att byggnaden antagligen hör till början av den islamiska perioden.